# Plaque de four

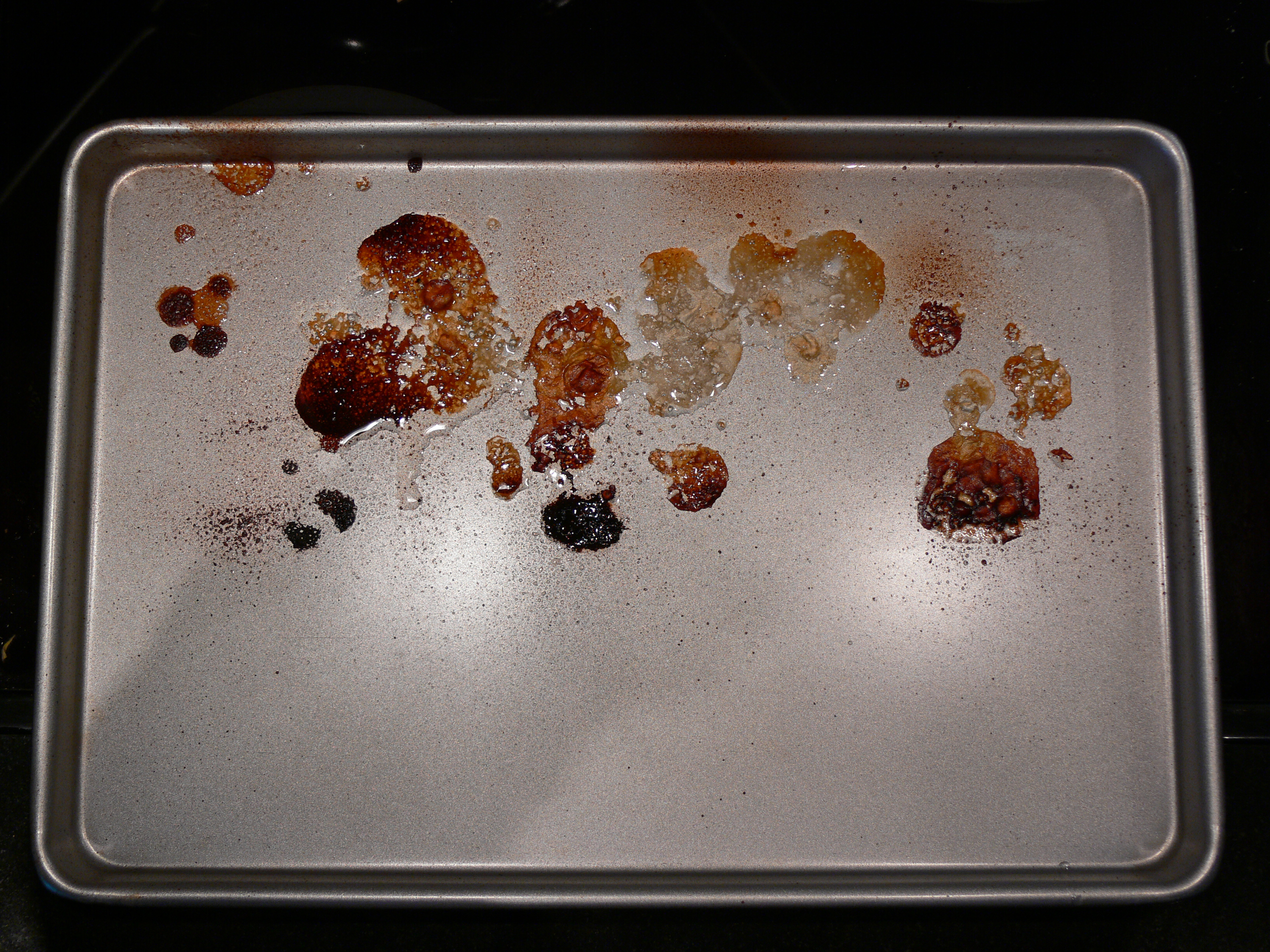
Plaque de four à nettoyer

Une plaque de four est une plaque de tôle qui sert à la cuisson des aliments dans un four.
Tenue par des rainures sur les côtés, elle se glisse horizontalement dans le four. On la garnit de papier sulfurisé ou aluminium pour y faire cuire des pâtisseries : pâtisseries dans un cercle, meringues ou pâtisseries à plat (langues de chat, etc.), pâtisserie cuite directement sur la plaque (blechkuchen allemand). Chauffée à sec, elle peut servir à griller la viande en tranches (pierrade, plancha).